# Тарутине (футбольний клуб)
ФК «Тарутине» — український футбольний клуб із с-ща Бессарабське Болградського району Одеської області. Виступає в чемпіонаті Одеської області з футболу серед команд Вищої ліги 2021 року.
Клуб засновано у 2004 році за ініціативою тодішнього голови Тарутинської районної держадміністрації Василя Цапенка. Цього ж року ФК «Тарутине» розпочинає виступи у вищій лізі чемпіонату Одеської області з футболу, де займає 13 місце. Наступні два роки клуб не бере участі в жодних змаганнях. У сезоні 2007 року ФК «Тарутине» відновлює участь в чемпіонаті Одеської області, зайнявши 9 місце. Наступного сезону клуб у підсумку стає бронзовим призером першості та фіналістом Кубку Одеської області пам'яті М. Трусевича. Сезони 2009 та 2010 років — найбільш вдалі для тарутинського клубу на обласній арені — ФК «Тарутине» двічі поспіль виборює звання чемпіона області. У 2011 році клуб удруге стає бронзовим призером Одещини та фіналістом Кубку. У 2012-му футбольний клуб «Тарутине» стає володарем Кубку області, перегравши у фіналі одеський СКА із рахунком 4:1. За рекомендацією Федерації футболу Одеської області тарутинський клуб у 2012 році дебютував у змаганнях під егідою ААФУ.
- Президент клубу — Юреско Леонтій
- Тренер — Дмитро Горбатенко

Титули: Чемпіон Одеської області сезонів 2009,2010 рр.
Бронзовий призер чемпіонатів Одеської області 2008, 2011 рр.
Переможець Першої ліги Одеської області з футболу 2020 р.
Трофеї: Володар Кубку Одеської області пам'яті М. Трусевича 2012 р.
Володар Кубку Бессарабії 2011 р.
Володар Відкритого зимового Кубку «Бастіона» 2011/2012 р.
Сайт клубу: http://fktarutino.ucoz.ru/